# (200052) Sinigaglia
(200052) Sinigaglia es un asteroide perteneciente al cinturón de asteroides, descubierto el 31 de julio de 2008 por Fabrizio Tozzi y el también astrónomo Giovanni Sostero desde el Observatorio Skylive, Catania, Italia.

## Designación y nombre
Designado provisionalmente como 2008 OO13. Fue nombrado Sinigaglia en honor al ingeniero electrónico italiano Gianfranco Sinigaglia que ejerció de profesor de radioastronomía y electrónica aplicada en el Instituto de Física de la Universidad de Bolonia. Como ingeniero electrónico, diseñó e inventó los dispositivos de adquisición e instrumentación necesaria para la entonces nueva ciencia de la radioastronomía.

## Características orbitales
Sinigaglia está situado a una distancia media del Sol de 2,426 ua, pudiendo alejarse hasta 2,810 ua y acercarse hasta 2,043 ua. Su excentricidad es 0,157 y la inclinación orbital 5,762 grados. Emplea 1380,77 días en completar una órbita alrededor del Sol.

## Características físicas
La magnitud absoluta de Sinigaglia es 16,5.